# Бразильська геморагічна гарячка
Бразильська геморагічна гарячка (англ. brazilian hemorrhagic fever (BzHF); порт. febre hemorrágica brasileira) — інфекційна хвороба з групи геморагічних гарячок, яку спричинює Brazilian mammarenavirus (вірус Себія) з родини Arenaviridae. Цей вірус також був застосований як засіб для біотероризму, оскільки він здатний поширюватися через аерозолі.

## Історичні факти
Перший випадок виявлено у 1990 році, коли жінка-інженер-аграрник, яка перебувала поблизу селища Себія в районі Жардім Себія біля Сан-Паулу, Бразилія, заразилася цією хворобою. У неї розвинулася геморагічна гарячка, внаслідок чого вона померла. Розтин показав, що в неї відбувся некроз печінки. Вірусолог, який вивчав хворобу жінки, заразився, перехворів, але вижив. У 1994 році, дослідник заразився в лабораторії біологічної безпеки 3-го рівня в Єльському університеті, коли пробирка в центрифузі тріснула, витекла і з неї вивільнилися аерозолізовані віруси. Пацієнт успішно вилікувався за допомогою рибавірину. П'ятий відомий випадок стався природним шляхом у штаті Сан-Паулу в січні 2020 року. Хворий помер через 12 днів від початку хвороби.

## Етіологія
Аренавірус Brazilian mammarenavirus (вірус Себія — назва дана по місцю першого випадку захворювання) є РНК-вмісним. Він має спільного родоначальника з вірусами аргентинської геморагічної гарячки, болівійської геморагічної гарячки, гарячки Такарібе і венесуельської геморагічної гарячки.

## Епідеміологічні особливості
Як і у випадку передачі інші аренавірусів Америки, передбачається, що передача відбувається за допомогою аерозолізованих частинок вірусу через дрібні пошкодження шкіри чи слизових оболонок як це відбувається зокрема при геморагічній гарячці з нирковим синдромом. Хоча резервуар поки що невідомий, але гризун Calomys tener, знайдений по всій області ендемічного поширення вважається підозрілим. Також відоме лабораторне зараження і тому вимагається максимальна обережність при дослідженні вірусу в лабораторних умовах.

## Клінічні прояви
Гарячка, головний біль, міалгія, нудота, блювання, слабкість та виражзний біль у горлі проявлялись у всіх випадках хвороби До додаткових симптомів належать кон'юнктивіт, діарея, біль у верхній частині живота та кровоточивість ясен. Тривалість хвороби досягає 15 днів. Через малу кількість досліджених випадків хвороби клінічна симптоматика вважається варіабельною.

## Діагностика
У клінічному аналізі крові виявляється лейкопенія і тромбоцитопенія. Ведучим у специфічній діагностиці є імуноферментний аналіз (ІФА), що дозволяє виявити антитіла різних класів до вірусу Себія.

## Лікування
Рибавірин вважається ефективним противірусним препаратом у лікуванні цієї хвороби. Проводиться варіабельна ситуативна патогенетична терапія.

## Профілактика
Є неспецифічною, спрямована до захисту людей від контакту з гризунами роду Calomys чи предметами, що забруднені їхніми виділеннями. У населених пунктах, розташованих біля лісу, необхідно зберігати продукти на складах, захищених від гризунів. Територію поблизу житла слід звільняти від чагарників, бур'янів. Сміттєві ями слід розміщувати на відстані не меншою, ніж на 100 метрів від будинків.